# 권오철 (천체사진가)
권오철(1974년 3월 18일 ~ )은 대한민국의 천체사진가이다. 그의 몇 작품은 미국 NASA의 ‘오늘의 천문학 사진(NASA Astronomy Picture of the Day)’에 선정되기도 하였다. 세계 유명 천체사진가들로 구성된 TWAN(The World At Night)의 회원이다.

## 생애
그는 아버지로부터 좋은 성능의 니콘 카메라 풀세트를 물려받아 촬영기술을 배웠다. 서울대학교 조선해양공학과에 우수한 성적으로 입학하여 천문 동아리에 가입한 후, 천체 사진에 관심을 갖기 시작했다. 그는 대학교를 졸업하고 대기업과 벤처기업에서 잠수함 설계, 소프트웨어 개발 등의 일을 하다가 2010년 직장을 그만 두고 전업 천체사진가가 되었다.

## 작품
그는 2014년 11월 사상 처음으로 울릉도에서 독도의 일출 사진을 찍는 데 성공하였다. 촬영 후 인터뷰에서 그는 "일출 시 독도는 해의 딱 가운데 섰다"고 말하였다. 일본인들은 울릉도와 독도 간 거리는 92㎞로 안 보인다고 주장하였지만, 세종실록지리지에는 날씨가 맑은 날 울릉도와 독도는 서로 보인다는 기록이 나오는데, 그가 사진촬영에 최초로 성공했다.